# Onafhankelijkheid (wiskundige logica)
In de wiskundige logica verwijst onafhankelijkheid naar de onbewijsbaarheid van een propositie uit andere proposities.
Een propositie σ is onafhankelijk van een bepaalde eerste-orde theorie T als T  σ noch bewijst, noch weerlegt; dat wil zeggen dat het onmogelijk is om σ uit T te bewijzen en dat het ook onmogelijk is uit T te bewijzen dat σ onwaar is. Soms wordt gezegd dat σ (op synonieme wijze) onbeslisbaar is vanuit T; dit is niet dezelfde betekenis van "beslisbaarheid" als wordt gebruikt bij een beslissingsprobleem.